# Heinrich Hofmann (compositeur)
Pour les articles homonymes, voir Hofmann.
Heinrich Karl Johann Hofmann, né le 13 janvier 1842 à Berlin et mort le 16 juillet 1902 à Groß-Tabarz (Thuringe), est un compositeur et pianiste allemand.

## Biographie
Hofmann étudie à partir de 1857 auprès de Theodor Kullak, Eduard Grell, Siegfried Dehn et Richard Wüerst. Il travaille ensuite comme pianiste et professeur de musique. Il deviendra connu du grand public grâce à sa Suite hongroise pour orchestre en 1873. L'année suivante, sa Frithjof-Symphonie sera pendant quelque temps l’œuvre pour orchestre la plus jouée d'Allemagne. Le style d'Hofmann est classique et rappelle celui de Félix Mendelssohn Bartholdy ou de Robert Schumann. Bien qu'il ait fait partie des meilleurs compositeurs allemands entre les années 1870 et 1880, son œuvre tomba peu à peu dans l'oubli de son vivant. De petites compositions pour piano sont néanmoins encore parfois incluses dans des recueils pour piano.
À côté de son œuvre symphonique, Hofmann rencontre du succès à l'opéra, notamment avec sa première œuvre, Cartouche, jouée en 1869. Suivent Armin, joué d'abord à Dresde en 1877, puis à Hambourg et Berlin ; puis l'opéra lyrique Ännchen de Tharau (texte de Roderich Fels, produit à Hambourg en 1878, Dresde en 1879 et Berlin en 1886) ; Guillaume d'Orange (Hambourg, 1882) et Donna Diana, joué en première à Berlin en 1886.
À partir de cette époque, ses livrets et œuvres chorales sont aussi diffusés aux États-Unis ; comme Le conte de la belle Mélusine et Jeu galant (une valse pour chorale et pianino). En plus de la musique de chambre, ses duos pour piano connaissent un certain succès, comme Roman d'amour italien, Pays, Printemps d'amour, Nouvelle danse hongroise et Sur le Rhin.
En 1882, Hofmann est reçu à l'Académie prussienne des arts, il en est nommé sénateur en 1898. Son grand succès auprès de ses contemporains et le quasi-oubli dans lequel il est tombé s'expliquent par des compétences solides alliés à un manque d'originalité. De fait ses œuvres correspondaient exactement aux attentes du public de l'époque, mais n'ont pas innové dans la musique. Seule son œuvre dramatique est reconnue comme ayant été un apport pour l'opéra de langue allemande.

## Discographie (sélection)
- Sérénade op. 65 pour flute & quintet à cordes + octet op. 80 + sextet op. 25. Berolina Ensemble, MDG 2013, CD (SACD)[3]
- Symphonie en mi bémol majeur op. 22 Frithjof + ouverture théâtrale op. 28 + Suite hongroise avec mélodies nationales hongroises op. 16. CD, Sterling Records, 2009/12 [4]
- Im Schloßhof, suite pour orchestre op. 78 + Am Abend pour ensemble à cordes + quelques morceaux de piano, édition Romana Hamburg [5]